# ホセ・カルドーソ
ホセ・カルドーソ（José Saturnino Cardozo Otazú, ローカル発音: [xoˈse saturˈnino karˈðoso otaˈsu], 1971年3月19日 - ）は、パラグアイ出身の元サッカー選手、現サッカー指導者。選手時代のポジションはフォワード。

## クラブ経歴
1988年、パラグアイのクラブ・リーベル・プレートからデビューし、その4年後の1990年にスイスのFCザンクト・ガレンに移籍した。1993年に南米に戻り、チリのウニベルシダ・カトリカでは1993年のコパ・リベルタドーレス決勝進出に貢献した。翌年にはパラグアイのオリンピア・アスンシオンでプレーし、1995年にメキシコのデポルティーボ・トルーカFCに移籍した。1995年シーズンは3試合の出場に終わったが、つづくアペルトゥーラでは13試合で7得点を挙げた。1997年にはハムストリングの負傷に苦しみ、2001年にはシーズン開幕戦で手首を骨折したが試合に出場しつづけた。アペルトゥーラ2002では29得点を挙げ、そのシーズンの得点王に輝いた。アペルトゥーラ2004では14得点を挙げた。トルーカでの活躍から、2000年、2002年、2003年にはパラグアイ年間最優秀選手賞を受賞し、2002年には南米年間最優秀選手賞を受賞した。トルーカでは10年間プレーし、332試合に出場してクラブ史上最多の249得点を挙げた。プリメーラ・ディビシオン（1部）全体でも歴代3位の得点数を記録していたが、2005年4月24日にはハレド・ボルヘッティが250得点目を挙げ、カルドーソはボルヘッティに抜かれて歴代4位となった。
2005年6月にはアルゼンチンのCAサン・ロレンソ・デ・アルマグロに移籍したが、負傷の影響で何試合も欠場し、シーズンを通じて4得点に終わった。2006年7月、キャリアの幕を閉じるためにオリンピア・アスンシオンへの移籍を試みたが、パラグアイ・リーグの移籍期限を過ぎていたためにオリンピアと再契約することができず、選手生活からの引退を発表した。選手生活を通じて342得点を挙げた。2008年6月、トルーカでカルドーソの貢献を称える引退記念試合が行なわれ、満員の観衆の前で2得点を挙げた。

## 代表経歴
パラグアイ代表としてはフランスで開催された1998 FIFAワールドカップ、日本と韓国で共催された2002 FIFAワールドカップに出場した。2004年にはアテネオリンピックにオーバーエイジ枠で出場し、パラグアイは銀メダルを獲得した。2006 FIFAワールドカップ・ヨーロッパ予選のウルグアイ戦 (4-1) ではハットトリックを達成した。ドイツで開催された2006 FIFAワールドカップ本大会でも登録メンバーに含まれたが、合宿中に負傷してメンバーから外れ、代わりにダンテ・ロペスが招集された。パラグアイ代表としては83試合に出場して25得点を挙げており、2013年にロケ・サンタ・クルスに更新されるまでは最多得点記録保持者であった。

## 指導者経歴
2006年11月、成績不振を理由にオリンピア・アスンシオンのオスカル・パウリン監督が解任された。指導者としての経験がないカルドーソが暫定監督に就任し、その年の残りと2007アペルトゥーラを指揮した。2009年10月にはCFインディオスのアシスタントコーチに就任したが、11月、グレゴリオ・ペレス監督の後任としてオリンピアの監督に就任した。2011年にはメキシコのケレタロFCの監督に就任。アペルトゥーラ2011ではクラブ史上最高の勝ち点26を獲得し、クラブ史上最高位の8位で初のリギージャ進出に導いた。リギージャ準々決勝ではCDグアダラハラを破ったが、準決勝では優勝したUANLティグレスに0-1で敗れた。クラウスーラ2012は低調な成績で17位に終わり、CFアトラスやエストゥディアンテス・テコスとともに残留争いに巻き込まれた。3シーズンの通算成績で18クラブ中17位となり、かろうじて残留を果たしたものの、カルドーソはケレタロ監督を辞任した。2012年11月25日、グレゴリオ・ペレス監督の後任として再びオリンピア監督に就任した。2013年5月7日、選手として10年間プレーしたデポルティーボ・トルーカFCの監督兼テクニカル・ディレクターに就任した。

## 代表歴

### 出場大会
- パラグアイ代表
  - 1998 FIFAワールドカップ
  - 2002 FIFAワールドカップ

### 試合数
- 国際Aマッチ 83試合 25得点（1991年-2006年）[6]

| パラグアイ代表 | 国際Aマッチ | 国際Aマッチ |
| 年             | 出場        | 得点        |
| -------------- | ----------- | ----------- |
| 1991           | 5           | 1           |
| 1992           | 0           | 0           |
| 1993           | 0           | 0           |
| 1994           | 0           | 0           |
| 1995           | 9           | 3           |
| 1996           | 3           | 1           |
| 1997           | 10          | 1           |
| 1998           | 9           | 2           |
| 1999           | 3           | 0           |
| 2000           | 8           | 3           |
| 2001           | 7           | 3           |
| 2002           | 7           | 1           |
| 2003           | 6           | 5           |
| 2004           | 7           | 1           |
| 2005           | 6           | 3           |
| 2006           | 3           | 1           |
| 通算           | 83          | 25          |

### 得点
| #   | 日付           | 場所                   | 対戦相手         | スコア | 勝敗 | 大会                              |
| --- | -------------- | ---------------------- | ---------------- | ------ | ---- | --------------------------------- |
| 1.  | 1991年7月12日  | コンセプシオン         | アルゼンチン     | 1-4    | ●    | コパ・アメリカ1991                |
| 2.  | 1995年6月22日  | サンティアゴ           | ニュージーランド | 3-2    | ○    | コパ・センテナリオ1995            |
| 3.  | 1995年7月6日   | マルドナド             | メキシコ         | 2-1    | ○    | コパ・アメリカ1995                |
| 4.  | 1995年7月12日  | マルドナド             | ベネズエラ       | 3-2    | ○    | コパ・アメリカ1995                |
| 5.  | 1996年7月26日  | アスンシオン           | ボリビア         | 2-0    | ○    | 親善試合                          |
| 6.  | 1997年4月30日  | アスンシオン           | ウルグアイ       | 3-1    | ○    | 1998 FIFAワールドカップ・南米予選 |
| 7.  | 1998年6月3日   | ブカレスト             | ルーマニア       | 2-3    | ●    | 親善試合                          |
| 8.  | 1998年6月24日  | トゥールーズ           | ナイジェリア     | 3-1    | ○    | 1998 FIFAワールドカップ           |
| 9.  | 2000年6月29日  | サンティアゴ           | チリ             | 1-3    | ●    | 2002 FIFAワールドカップ・南米予選 |
| 10. | 2000年9月2日   | アスンシオン           | ベネズエラ       | 3-0    | ○    | 2002 FIFAワールドカップ・南米予選 |
| 11. | 2000年11月15日 | アスンシオン           | ペルー           | 5-1    | ○    | 2002 FIFAワールドカップ・南米予選 |
| 12. | 2001年4月24日  | キト                   | エクアドル       | 1-2    | ●    | 2002 FIFAワールドカップ・南米予選 |
| 13. | 2001年9月5日   | アスンシオン           | ボリビア         | 5-1    | ○    | 2002 FIFAワールドカップ・南米予選 |
| 14. | 2001年9月5日   | アスンシオン           | ボリビア         | 5-1    | ○    | 2002 FIFAワールドカップ・南米予選 |
| 15. | 2002年2月13日  | シウダー・デル・エステ | ボリビア         | 2-2    | △    | 親善試合                          |
| 16. | 2003年3月26日  | サンディエゴ           | メキシコ         | 1-1    | △    | 親善試合                          |
| 17. | 2003年9月10日  | アスンシオン           | ウルグアイ       | 4-1    | ○    | 2006 FIFAワールドカップ・南米予選 |
| 18. | 2003年9月10日  | アスンシオン           | ウルグアイ       | 4-1    | ○    | 2006 FIFAワールドカップ・南米予選 |
| 19. | 2003年9月10日  | アスンシオン           | ウルグアイ       | 4-1    | ○    | 2006 FIFAワールドカップ・南米予選 |
| 20. | 2003年11月15日 | アスンシオン           | エクアドル       | 2-1    | ○    | 2006 FIFAワールドカップ・南米予選 |
| 21. | 2004年6月1日   | ラパス                 | ボリビア         | 1-2    | ●    | 2006 FIFAワールドカップ・南米予選 |
| 22. | 2005年1月19日  | ロサンゼルス           | 韓国             | 1-1    | △    | 親善試合                          |
| 23. | 2005年3月27日  | キト                   | エクアドル       | 2-5    | ●    | 2006 FIFAワールドカップ・南米予選 |
| 24. | 2005年3月30日  | アスンシオン           | チリ             | 2-1    | ○    | 2006 FIFAワールドカップ・南米予選 |
| 25. | 2005年5月27日  | オーフス               | デンマーク       | 1-1    | △    | 親善試合                          |

## タイトル

### クラブ
オリンピア
- リーガ・パラグアージャ (1) : 1993

トルーカ
- リーガMX : 1998V, 1999V, 2000V, 2002A
- CONCACAFチャンピオンズカップ (1) : 2003

### 代表
U-23パラグアイ代表
- U-23南米選手権 (1) : 1992

### 個人
- リーガMX得点王 (4) : 1998V, 1999V, 2002A, 2003C
- 国際サッカー連盟 (FIFA) 選出 年間得点王 (1) : 2003（58得点）
- パラグアイ最優秀選手賞 (3) : 2000, 2002, 2003
- 南米年間最優秀選手賞 (1) : 2002